# Serra Maestra

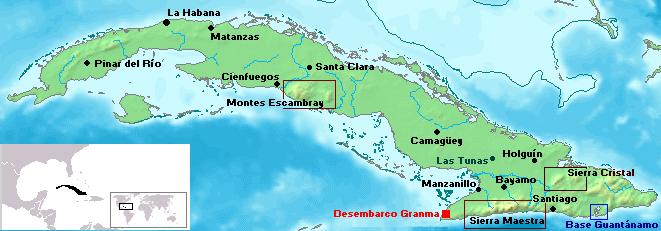
Mapa de Cuba destacando as elevações.

Sierra Maestra é uma região serrana de Cuba. A Sierra Maestra é uma cordilheira que se estende para o oeste em todo o sul da antiga província de Oriente, na atual Província de Guantánamo para Niquero, no sudeste de Cuba, levantando-se abruptamente a partir da costa. Sierra Maestra é a mais elevada cadeia de montanhas de Cuba; sendo rica em minerais, especialmente cobre, manganês, cromo e ferro. No 6.650 pés (1.999 m), o Pico Turquino é o ponto mais alto da cadeia.
Essa cadeia de montanhas foi centro ativo de operações e acampamentos dos rebeldes em três guerras de independência contra a Espanha no século XIX e uma guerra revolucionária contra o ditador Fulgencio Batista.